# Pseudochama radians
Pseudochama radians är en musselart som först beskrevs av Jean-Baptiste Lamarck 1819.  Pseudochama radians ingår i släktet Pseudochama och familjen Chamidae. Inga underarter finns listade i Catalogue of Life.